# Chiesa dei Santi Cornelio e Cipriano (Cerro Maggiore)
La chiesa dei Santi Cornelio e Cipriano è la parrocchiale di Cerro Maggiore, in città metropolitana ed arcidiocesi di Milano; fa parte del decanato di Legnano.

## Storia
La prima citazione di una chiesa a Cerro Maggiore risale al 1398 e si trova nel Liber Notitiae Sanctorum Mediolani di Goffredo da Bussero.
Nel 1565 questa chiesa divenne parrocchiale e fu trovata in pessime condizioni dal vescovo Carlo Borromeo durante la sua vista pastorale del 1570. Nel 1584, con decreto dell'arcivescovo Carlo Borromeo, la parrocchia di Cerro passò dalla pieve foraniale di Parabiago a quella di Legnano.

Alla fine del Cinquecento la chiesa venne riedificata, come attestato dalla relazione della visita pastorale del 1596 dell'arcivescovo Federigo Borromeo. In quell'anno i parrocchiani erano 1200, scesi a 1136 nel 1779.

La prima pietra dell'attuale parrocchiale, progettata dal milanese Giovanni Angiolo Caslini, venne posta nel 1739; il nuovo edificio fu inaugurato nel 1778, anche se ancora non completato in tutte le sue parti. La chiesa venne restaurata ed abbellita nel 1830 e nel 1842 fu collocato al suo interno il nuovo altare maggiore, la cui realizzazione venne finanziata dalla nobildonna Antonia Albuzzi.

Nel 1888 fu installato nel campanile un concerto di sei campane e, negli anni Sessanta del Novecento, la parrocchiale venne ampliata grazie all'interessamento dell'allora parroco don Vittorio Branca. Nel 1972, in seguito alla riorganizzazione territoriale dell'arcidiocesi, la chiesa fu aggregata al vicariato di Legnano.

## Interno
Opere di pregio conservate all'interno della chiesa sono il trittico di Bernardino Lanino raffigurante Gesù crocifisso con ai piedi Madonna e, ai lati, i santi Giuseppe e Fermo, il crocifisso processuale settecentesco che ogni anno viene portato in processione e gli altari laterali di San Carlo Borromeo, della Madonna di Lourdes e della Beata Vergine del Rosario.